# The Eye of Typhoon
The Eye of Typhoon, conosciuto in Corea come 극초호권?, ''Keuk Cho Ho Kwon''LR, è un videogioco picchiaduro in 2D del 1996 sviluppato da Viccom. È il secondo ad opera della software house sudcoreana dopo Fight Fever, il quale fu mostrato all'AOU Show nel febbraio di quell'anno come titolo Neo Geo, però mai ufficialmente pubblicato, seppur esiste nel suo stadio di prototipo. LG Electronics invece lo fece uscire su MS-DOS e 3DO solo in Sud Corea.
Un remake per le moderne piattaforme venne annunciato nel novembre 2021 in ripresa delle attività di Viccom alla vigilia del trentesimo anniversario dalla sua fondazione.

## Trama
Il seguente riassunto della storia è tratta dalla intro della versione MS-DOS:
Il Kuk-Cho-Ho-Kwon sarà fatto risorgere? Da chi...?»

## Modalità di gioco
In questo unico diretto sequel di Fight Fever, The Eye of Typhoon anch'esso mostra somiglianze con altri picchiaduro di stampo 2D e il gameplay risulta riveduto e corretto. I lottatori con cui iniziare a giocare sono ora aumentati a dodici, e tutti nuovi di zecca. I due livelli bonus del suo predecessore sono stati aboliti.
Nella modalità singola, il giocatore seleziona pure un avversario contro cui combattere ad ogni livello. Vi è introdotta la nuova modalità a squadre due contro due, ove appunto ne vengono scelti due in un certo ordine o casualmente. La telecamera può ingrandire e diminuire lo zoom in base a quanto sono distanti i personaggi, proprio come in Art of Fighting della SNK.

## Personaggi

### Giocabili
- Hoya, il personaggio principale del gioco.
- Roy, un robusto avventuriero occidentale.
- Sauri, una kunoichi.
- Chohong, una guerriera che crede in Hoya.
- Wangchang, un ghiottone cinese noto per giocare a mahjong.
- Mui, un misterioso guerriero della giungla.
- Nelson, un nobile gentiluomo che combatte usando la sua frusta.
- Tlaloc, un guerriero azteco.
- Dalma, un piccolo uomo anziano che porta con sé un bastone mistico di legno.
- Musasi Taro, un ninja.
- Natasha, una enorme donna russa.
- Jarkill, un ballerino mascherato e anche combattente.

### Boss
- Powell, il sub-boss.
- Mahesvara, è l'avversario finale del gioco. Questo boss ha due forme separate, una femminile per il primo round e una maschile per il secondo.

## Differenze tra le versioni
La versione 3DO vede un'introduzione animata in 3D coi loghi e i jingle di LG Electronics e Viccom, i personaggi sono mostrati più piccoli di altri picchiaduro del tempo, lo schermo si ingigantisce leggermente quando l'annunciatore grida "FIGHT!", e la schermata di selezione ricorda più quella Neo Geo cancellata che per MS-DOS. In ogni livello della MS-DOS vi sono meno animazioni rispetto a quella 3DO, le dimensioni dei personaggi sono normali tali e quali i giochi sempre di genere, la schermata di selezione manca di oggetti in movimento differenti dai cursori e il timer, l'immagine di caricamento appare diversa, l'intelligenza artificiale dei personaggi è più debole, e la canzone in sottofondo riprodotta nei combattimenti ricomincia ad ogni round.